# Provincia Namibe
Namibe este o provincie în Angola.

## Municipalități[2]
| Municipalitatea          | Reședința |
| ------------------------ | --------- |
| Municipalitatea Bibala   | Bibala    |
| Municipalitatea Camacuio | Camacuio  |
| Municipalitatea Namibe   | Namibe    |
| Municipalitatea Tombua   | Tombua    |
| Municipalitatea Virei    | Virei     |